# Giả Quỳ (Đông Hán)
Giả Quỳ (chữ Hán: 贾逵, 30 – 101), tên tự là Cảnh Bá, người huyện Bình Lăng, quận Phù Phong , học giả, bậc đại Nho đời Đông Hán trong lịch sử Trung Quốc.

## Thân thế
Ông tổ 9 đời của Quỳ là Giả Nghị, từng được làm Thái phó của Lương Hiếu vương Lưu Vũ thời Hán Văn đế. Ông cụ là Giả Quang, được làm đến Thường Sơn thái thú; thời Hán Tuyên đế, Quang lấy tư cách viên Lại nhận bổng lộc 2000 thạch/năm để dời nhà từ Lạc Dương đến Bình Lăng. Cha là Giả Huy, được Lưu Hâm dạy Tả thị Xuân Thu, kèm thêm Quốc ngữ (国语), Chu quan (tức Chu lễ), còn được Đồ Uẩn dạy Cổ văn Thượng thư (1 phiên bản của kinh Thư), được Tạ Mạn Khanh dạy Mao thi (1 phiên bản của kinh Thi); trước tác Tả thị Điều lệ 21 thiên.

## Thiếu thời
Quỳ được truyền thụ tất cả học vấn của cha, đến khi trưởng thành có thể thuộc làu kinh văn của Tả thị truyện và Ngũ kinh, đi theo học phái Đại Hạ Hầu Thượng thư , nhưng vẫn thông thạo thuyết pháp về Cốc Lương (谷梁, 1 phiên bản kinh Xuân Thu) của 5 nhà: Doãn Canh Thủy , Lưu Hướng, Chu Khánh, Đinh Tính, Vương Ngạn.
Từ khi còn nhỏ, Quỳ thường ở Thái học (太学), không rành chuyện đời. Quỳ mình dài 8 xích 2 thốn (chừng 189,42 cm), được đặt xước hiệu là Trường Đầu; các nhà Nho nói với nhau rằng: "Giả Trường Đầu hỏi han không nghỉ." (Vấn sự bất hưu Giả Trường Đầu.) Quỳ tính vui vẻ, giản dị, nhiều mưu trí, khẳng khái lại có tiết tháo.

## Thời Minh đế
Quỳ thông hiểu Tả truyện, Quốc ngữ, trước tác Giải cổ 51 thiên, tức 30 thiên về Tả truyện, 21 thiên về Quốc ngữ; trong niên hiệu Vĩnh Bình, ông dâng sớ hiến sách ấy, được Hán Minh đế xem trọng, chép lại để cất giữ ở Bí thư.
Bấy giờ có chim công (nguyên văn: thần tước)  đậu ở quan phủ của cung điện, lông mào có 5 màu rực rỡ, Hán Minh đế lấy làm lạ, hỏi Lâm Ấp hầu Lưu Phục (cháu nội của Lưu Diễn), Phục không trả lời được, bèn tiến cử Quỳ học rộng biết nhiều. Minh đế triệu kiến Quỳ, hỏi ông thì Quỳ đáp: "Xưa Vũ vương hoàn thành sự nghiệp của cha, Nhạc trạc xuất hiện ở Kỳ . Tuyên đế uy phục Nhung Địch, chim công nhiều lần đậu xuống, đây là điềm báo rợ Hồ đầu hàng ." Minh đế quay lại Lan Đài  lấy bút giấy, sai Quỳ làm bài tụng chim công, bái làm Lang, cho ông được cùng Ban Cố làm Hiệu Bí thư.

## Thời Chương đế
Hán Chương Đế nối ngôi, quan tâm Nho thuật, đặc biệt ưa Cổ văn Thượng thư, Tả thị truyện. Năm Kiến Sơ đầu tiên (76), Quỳ nhận chiếu vào giảng ở Bạch Hổ quán thuộc Bắc cung, Vân đài thuộc Nam cung. Chương đế thích lời giảng của Quỳ, sai ông chọn ra những yếu nghĩa thể hiện sự vượt trội của Tả thị truyện so với 2 truyện Công Dương (公羊) và Cốc Lương (谷梁) còn lại . Quỳ trích xuất 30 câu chuyện từ Tả truyện, miêu thuật các mối quan hệ vua tôi, cha con, ví dụ: Sái Trọng, Kỷ Quý, Ngũ Tử Tư, Thúc Thuật,... nhằm khẳng định Tả truyện đề cao trung nghĩa, còn 2 truyện còn lại đề cao quyền biến . Quỳ khẳng định Tả truyện phù hợp với quan điểm coi trọng trung hiếu của Nho giáo, nói rằng Ngũ kinh không nhắc đến, duy nhất Tả truyện có thể chứng mình họ Lưu là hậu duệ của Đế Nghiêu ; hơn nữa còn dùng Tả truyện để phản bác Ngũ kinh, nhằm khẳng định thiên mệnh thuộc về nhà Hán: Ngũ kinh đều nói Chuyên Húc thay thế Hoàng Đế, nên Đế Nghiêu không có Hỏa đức . Tả truyện nói Thiếu Hạo thay thế Hoàng đế, như thế Đế Nghiêu mới có Hỏa Đức , nhà Hán mới hợp với màu đỏ (xích).
Chương đế đẹp lòng, ban cho ông 500 xúc vải, 1 bộ quần áo, lệnh cho Quỳ chọn 20 người tài cao trong chư sanh thuộc các học phái Công Dương Nghiêm thị học và Công Dương Nhan thị học , giao cho họ Tả truyện, nhằm giúp họ đối với kinh – truyện  xưa nay đều làu thông.
Mẹ của Quỳ thường có bệnh, Chương đế muốn khen thưởng, mượn cớ ông làm tốt việc hiệu chỉnh thư tịch, đặc cách lấy ra 20 vạn tiền, sai Dĩnh Dương hầu Mã Phòng ban cho ông. Đế nói với Phòng rằng: "Mẹ Giả Quỳ bệnh, ông ấy không ra ngoài, sẽ thiếu thốn giống như con trai nước Cô Trúc (nguyên văn: Cô Trúc chi tử)  ở núi Thú Dương đấy."
Quỳ nhiều lần nói với Chương đế về sự tương ứng giữa cổ huấn  trong Cổ văn Thượng thư và Nhĩ nhã của Kinh truyện, vì thế đế giáng chiếu lệnh cho ông biên soạn sự đồng – dị trong việc chú giải cổ văn giữa các sách Âu Dương, Đại/Tiểu Hạ Hầu Thượng thư. Quỳ tập hợp được 3 quyển, Chương đế hài lòng, lại lệnh cho ông soạn sự đồng – dị giữa Tề, Lỗ, Hàn thi và Mao thi ; ngoài ra Quỳ còn làm Chu quan giải cố. Sau đó Quỳ được thăng làm Vệ sĩ lệnh .
Năm Kiến Sơ thứ 8 (83), triều đình giáng chiếu thư cho Quỳ chọn học trò tài cao, truyền thụ Tả truyện, Cốc Lương truyện, Cổ văn Thượng thư, Mao Thi; do vậy 4 kinh này được lưu truyền ở đời. Bấy giờ đệ tử được chọn và môn sanh của Quỳ đều được bái làm Lang ở vương quốc Thiên Thừa . Quỳ sớm tối dạy học ở Hoàng Môn thự, học trò đều hớn hở đến nghe giảng.

## Thời Hòa đế
Năm Vĩnh Nguyên thứ 3 (91), Quỳ được làm Tả trung lang tướng. Năm thứ 8 (96), Quỳ được làm Thị trung, lĩnh Kỵ đô úy. Quỳ coi việc phòng bị cung cấm, kiêm lĩnh Bí thư cận thự , rất được tín nhiệm. Quỳ tiến cử danh sĩ người Đông Lai là Tư Mã Quân, người nước Trần là Nhữ Úc; Hán Hòa đế lập tức trưng họ, đãi ngộ trọng hậu. Về sau Quân được làm đến Thị trung, Úc được làm đến Lỗ quốc tướng, đều có công tích.
Quỳ trước tác nghĩa cổ và luận nan cho Kinh – Truyện hơn trăm vạn câu, lại sáng tác 9 thiên Thi, Tụng, Lụy, Thư, Liên Châu, Tửu Lệnh, được người có học nhận là tông sư, đời sau khen là Thông Nho . Nhưng Quỳ hay mắc lỗi vặt, bị người ta dựa vào đấy mà chê trách, nên không thể giữ chức vụ quan trọng.
Năm thứ 13 (101), Quỳ mất, hưởng thọ 72 tuổi. Triều đình thương tiếc, trừ hai con trai của Quỳ làm Thái tử xá nhân.

## Đánh giá
Phạm Diệp bàn rằng học thuyết của Trịnh Hưng, Giả Quỳ lưu hành mấy trăm năm, đều là bậc tông sư của Nho giáo, nhưng bản thân họ không được hoàng đế xem trọng, nên sanh thời không có được chức vụ tương xứng. So với những nhà Nho đời Đông Hán, Hoàn Đàm chịu lưu đày, Trịnh Hưng chịu miễn quan, còn Quỳ về cuối đời được giàu sang, nhờ chứng minh nhà Hán là hậu duệ của Đế Nghiêu, chứ không phải sự công nhận dành cho học nghiệp của ông. Thật đáng buồn!